# Annie (film)
Annie är en amerikansk familjemusikal från 1982, i regi av John Huston och med koreografi av Arlene Phillips. I huvudrollerna ses Albert Finney, Carol Burnett, Ann Reinking, Tim Curry, Bernadette Peters, Geoffrey Holder, Edward Herrmann och Aileen Quinn i hennes filmdebut. Filmen är baserad på Broadwaymusikalen med samma namn av Charles Strouse, Martin Charnin och Thomas Meehan, som i sin tur bygger på den tecknade serien Little Orphan Annie, från 1924 av Harold Gray. Filmen nominerades för bästa scenografi och bästa filmmusik vid Oscarsgalan 1983. 

## Handling
Året är 1933, och det råder depression i USA. Annie bor på Hudson streets barnhem i New York, vilket illa förestås av miss Hannigan, som avskyr barn, men däremot är väldigt svag för män och sprit. Annie drömmer om att hennes föräldrar ska komma och hämta hem henne. Vad hon inte vet är att de är döda.
Samtidigt har USA:s rikaste miljardär, Oliver Warbucks, beslutat sig för att låta ett barnhemsbarn bo hos honom under en veckas tid. Mr Warbucks sekreterare, Grace, får i uppdrag att hitta rätt barn. Hon besöker det barnhem där Annie och hennes olyckssystrar bor. Annie charmar Grace och hon föreslår att hon ska ta med sig Annie. Föreståndaren, miss Hannigan, är emot att just Annie ska bli utvald, eftersom hon anser henne vara uppstudsig. Annie ska fortsätta med att sitta i "stryk-skrubben" där hon placerats som straff för att ha rymt från barnhemmet i en smutstvättskorg. Under sin vistelse i frihet hann Annie även få med sig en lösdrivande hund hon döpt till Sandy. 
Annie blir trots allt det barn som tillfälligt får bo hos miljardären mr Warbucks och hon och Sandy skäms bort på alla tänkbara sätt under en vecka av lyx och överflöd som den föräldralösa flickan aldrig skådat. Mr Warbucks kommer snart till insikt om att han vill behålla Annie för gott. Annie berättar då för honom om hur hon hela sitt liv drömt om att finna sina föräldrar, så han beslutar sig för att hjälpa henne med det. 
Mr Warbucks utfäster en stor belöning i hopp om att det ska hjälpa. Detta får miss Hannigans bror Rooster och hans flickvän Lily, som är riktiga tjuvar och bedragare, att utge sig för att vara Annies föräldrar för att på så vis komma över pengarna. De lyckas lura mr Warbucks och försvinner med Annie. Annies kompisar på barnhemmet, som hört Hannigans och Lilys planer, samt sanningen om hennes föräldrar, försöker komma till undsättning. Till sist lyckas de meddela mr Warbucks och Grace hur det ligger till och alla ger sig ut för att leta reda på Annie och hennes kidnappare.

## Rollista i urval
- Aileen Quinn - Annie
- Albert Finney - Oliver "Daddy" Warbucks
- Carol Burnett - Miss Agatha Hannigan
- Tim Curry - Daniel "Rooster" Hannigan
- Bernadette Peters - Lily St. Regis, Roosters flickvän
- Ann Reinking - Grace Farrell
- Edward Herrmann - President Franklin D. Roosevelt
- Geoffrey Holder - Punjab, en av Warbucks livvakter
- Roger Minami - The Asp, Warbucks chaufför och livvakt
- Toni Ann Gisondi - Molly
- Rosanne Sorrentino - Pepper
- Lara Berk - Tessie
- April Lerman - Kate
- Robin Ignico - Duffy
- Lucie Stewart - July
- Lois de Banzie - Eleanor Roosevelt
- Peter Marshall - Bert Healy, programledare i radio
- Irving Metzman - Mr. Bundles
- I. M. Hobson - Drake, Warbucks butler
- Colleen Zenk Pinter - Cecile, en av Warbucks jungfrur
- Mavis Ray - Mrs. Greer,  en av Warbucks jungfrur
- Pamela Blair - Annette,  en av Warbucks jungfrur
- Lu Leonard - Mrs. Pugh,  en av Warbucks jungfrur
- Victor Griffin - Saunders, en av Warbucks betjänter

## Musik i filmen
- "Tomorrow" - Annie
- "Maybe" - Annie
- "It's a Hard Knock Life" - Annie, barnhemsbarnen
- "Dumb Dog" - Annie
- "Sandy" - Annie, barnhemsbarnen
- "I Think I'm Going to Like It Here" - Grace, Annie, Warbucks personal
- "Little Girls" - Miss Hannigan
- "Maybe" - Pepper, July, Duffy, Tessie, Kate
- "Let's Go to the Movies" - Annie, Warbucks, Grace, kör
- "We Got Annie" - Grace, Mrs. Pugh, Punjab, Asp, betjänter
- "Sign" - Warbucks, Miss Hannigan
- "You're Never Fully Dressed Without a Smile" - Bert, Boylan Sisters
- "You're Never Fully Dressed Without a Smile" (Repris) - barnhemsbarnen
- "Easy Street" - Rooster, Lily, Miss Hannigan
- "Tomorrow" (White House Version) - Annie, Warbucks, Eleanor, FDR
- "Maybe" (Repris) - Warbucks
- "Finale (I Don't Need Anything But You/We Got Annie/Tomorrow)" - Annie, Warbucks, alla medverkande